# Adam Adamonis
Adam Adamonis, znany również jako Adam Krawczyk i Adam Adamonis-Krawczyk (ur. 4 grudnia 1979 w Łodzi) – polski tancerz reprezentujący najwyższą klasę taneczną „S” w tańcach standardowych, aktor, trener rozwoju osobistego, specjalista w dziedzinie psychosomatyki i terapeuta
czaszkowo-krzyżowy.

## Biografia
Urodził się 4 grudnia 1979 roku w Łodzi jako Adam Krawczyk. Z czasem zmienił nazwisko na Adam Adamonis, by oddać hołd zmarłemu dziadkowi. W dzieciństwie miał problemy z mową, w tym jąkanie i mutyzm wybiórczy. Ukończył Akademię Teatralną im. Aleksandra Zelwerowicza w Warszawie. Popularność zyskał dzięki roli Andrzeja Gruszewskiego, byłego męża Ingi, w serialu telewizyjnym Przyjaciółki, gdzie gra od 2012 roku.
Tańczy od piątego roku życia. Przez wiele lat brał udział w międzynarodowych turniejach tanecznych. W 2019 roku występował jako trener taneczny w programie rozrywkowym Dancing with the Stars. Taniec z gwiazdami, emitowanym w telewizji Polsat. Jego partnerką była Sandra Kubicka. Z powodu kontuzji zrezygnował z programu i został zastąpiony przez Wojciecha Jeschke.
Opracował własną metodę, autorską metodę pracy nad ciałem i umysłem, Organic Arts.

## Filmografia
- 2024: Ojciec Mateusz – jako „Równy” (odc. 397)
- 2024: Fuks 2 – jako steward w samolocie
- 2021: Kowalscy kontra Kowalscy – jako rzeczoznawca Piotr Kowalski (odc. 26)
- 2021: Komisarz Mama – jako Marcin Piejas (odc. 12)
- 2017–2018: Pensjonat nad rozlewiskiem – jako Sławek Maj, mąż Pauli
- 2017: Atak paniki – jako szef kelnerów
- 2017: O mnie się nie martw – jako Robert (odc. 86)
- 2017: Ojciec Mateusz – jako Janusz (odc. 223)
- 2016: Bodo – jako Michał Walicki (odc. 8)
- 2016: Sługi boże – jako śledczy
- 2016: Strażacy – jako Paweł (odc. 12, 19)
- 2014: Barwy szczęścia – jako Alex Bednarek
- 2014: Na dobre i na złe – jako Maciek (odc. 573)
- 2014–2015: Prawo Agaty – jako Rafał Kapelan
- 2013: 2XL – jako adwokat (odc. 7)
- 2013: Lekarze – jako Wojciech Werenda (odc. 21)
- od 2012: Przyjaciółki – jako Andrzej Gruszewski, były mąż Ingi
- 2011: Hotel 52 – jako barman Marek Olejniczak (odc. 50)
- 2011: Przepis na życie – jako chirurg plastyczny (odc. 10)
- 2010: Duch w dom – jako elegancik (odc. 7)
- 2008–2009: Teraz albo nigdy! – jako Marek Filar
- 2007–2008: Barwy szczęścia – jako Artur, kolega Ksawerego
- 2003: Lokatorzy – jako adorator Zuzi (odc. 161)
- 2003: Lokatorzy – jako kelner (odc. 141)
- 2002: Lokatorzy – jako doręczyciel listu przebrany za Amora (odc. 109)